# Jesús Berrocal-Rangel
Jesús Berrocal-Rangel (Badajoz, 1972) es un escritor español de novela histórica y de aventuras.

## Biografía
Ha trabajado como locutor y guionista publicitario para radio y televisión, ejerciendo además la crítica musical en prensa y revistas especializadas. Su primera novela, El Sueño del Caballero logró una alta valoración por parte de público y crítica, consiguiendo tres ediciones. Narra las aventuras de un hidalgo del siglo XVI, embarcado en un viaje hacia América. 
En noviembre de 2006 la editorial Noray publicó El Desafío, que se presentó en el Salón Náutico de Barcelona convirtiéndose en un éxito de ventas y recibiendo numerosas reseñas de la prensa nacional: lista de Best-Sellers de El Periódico en 2007; críticas y reseñas en La Vanguardia; El Mundo; La Voz de Galicia; Diario Hoy de Extremadura; Radio Euskadi y otros. La obra gira en torno a la figura del capitán mercante Martín Zúñiga, que sobrevive contrabandeando en la Cuba de 1888, poco antes de la independencia de la isla. Las influencias de Joseph Conrad y Hugo Pratt son evidentes en pequeños homenajes como el desarrollo de parte de la acción en la República de Costaguana, país imaginado por Conrad para su novela Nostromo. La buena acogida de El Desafío consagró a Berrocal-Rangel entre los nuevos escritores españoles, algo que ya se había apuntado en alguna de las críticas de la primera edición de El Sueño del Caballero: "Podemos asegurar que estamos ante un narrador de raza, promesa firme de las letras castellanas" (Manuel Pecellín en Diario Hoy).
Su tercera obra, Tierra y Destino, escrita en colaboración con Antonio Castro, está ambientada en un periodo de la Historia española poco divulgado: la primera guerra carlista (1833). La novela posee una ambientación histórica ubicada en la Europa napoleónica, con escenarios como Waterloo, Extremadura y La Mancha.
Como autor de relatos ha publicado en distintas antologías, además de colaborar en revistas mediante cuentos y artículos sobre viajes de aventuras.

## Obras publicadas

### Novelas
- El Sueño del Caballero (2000), Diputación de Badajoz.
- El Sueño del Caballero (2001), El Arca de Papel.
- El Desafío. Memorias de un filibustero (2006), Noray.
- El Sueño del Caballero (2009), El Arca de Papel.
- Tierra y Destino (2009), Carisma Libros.

### Cuentos
Publicados en antologías y en revistas literarias
- La Partida (2002)
- Manila, 1898 (2004)
- El tren de medianoche (2006)
- Triple (2007)
- Flowing hair dollar (2021)

### Artículos destacados
- Los olvidados de Monte Arruit (2016), Sociedad Geográfica Española.